# Asijské zimní hry 2007
Asijské zimní hry 2007 byly šesté v pořadí a uskutečnily se od 28. ledna do 4. února 2007 v Čchang-čchunu v provincii Ťi-lin na severovýchodě Číny. 

## Sporty
Sportovci soutěžili v 47 disciplínách deseti sportů.
| Sport                | Disciplíny |
| -------------------- | ---------- |
| Akrobatické lyžování | 2          |
| Alpské lyžování      | 4          |
| Běh na lyžích        | 6          |
| Biatlon              | 7          |
| Curling              | 2          |
| Krasobruslení        | 4          |
| Lední hokej          | 2          |
| Rychlobruslení       | 10         |
| Short track          | 8          |
| Snowboarding         | 2          |

## Země a medaile
Her se zúčastnilo 796 sportovců z 25 zemí. Poprvé v historii asijských her vyslali aspoň nesportujícího delegáta všechny asijské národní olympijské výbory.
| Země                    | Sportovci | Zlato | Stříbro | Bronz | Medaile |
| ----------------------- | --------- | ----- | ------- | ----- | ------- |
| Afghánistán             | 3         | 0     | 0       | 0     | 0       |
| Čína                    | 159       | 19    | 19      | 23    | 61      |
| Filipíny                | 5         | 0     | 0       | 0     | 0       |
| Hongkong                | 26        | 0     | 0       | 0     | 0       |
| Indie                   | 5         | 0     | 0       | 0     | 0       |
| Írán                    | 14        | 0     | 0       | 0     | 0       |
| Japonsko                | 112       | 13    | 9       | 14    | 36      |
| Jižní Korea             | 118       | 9     | 13      | 11    | 33      |
| Jordánsko               | 3         | 0     | 0       | 0     | 0       |
| Kazachstán              | 104       | 6     | 6       | 6     | 18      |
| Kuvajt                  | 22        | 0     | 0       | 0     | 0       |
| Kyrgyzstán              | 5         | 0     | 0       | 0     | 0       |
| Libanon                 | 3         | 0     | 0       | 0     | 0       |
| Macao                   | 26        | 0     | 0       | 0     | 0       |
| Malajsie                | 21        | 0     | 0       | 0     | 0       |
| Mongolsko               | 23        | 0     | 0       | 1     | 1       |
| Nepál                   | 2         | 0     | 0       | 0     | 0       |
| Pákistán                | 7         | 0     | 0       | 0     | 0       |
| Palestina               | 1         | 0     | 0       | 0     | 0       |
| Severní Korea           | 66        | 0     | 0       | 0     | 0       |
| Spojené arabské emiráty | 19        | 0     | 0       | 0     | 0       |
| Tádžikistán             | 3         | 0     | 0       | 0     | 0       |
| Thajsko                 | 23        | 0     | 0       | 0     | 0       |
| Čínská Tchaj-pej        | 14        | 0     | 0       | 0     | 0       |
| Uzbekistán              | 11        | 0     | 0       | 1     | 1       |